# Настурція
Наст́урція (Nasturtium) — рід рослин, що включає близько семи видів рослин родини капустяних, найвідомішими з яких є настурція лікарська (Nasturtium officinale), також відома як салатний овоч; та інший салатний вид Nasturtium microphyllum (Rorippa microphylla). Раніше настурції виступали синонімом роду водяний хрін (Rorippa), але молекулярні дані підтверджують його підтримку як окремого роду, систематично ближчого до жерухи (Cardamine), аніж до водяного хрону (Rorippa sensu stricto) (Al-Shehbaz & Price, 1998; Al-Shehbaz, Beilstein & Kellogg, 2006). Види цього роду, поряд з іншими, відносять до харчових трав — кресів
Ці рослини споріднені з крес-салатом і гірчицею та відомі своїм міцним, гострим, перченим (дещо їдким) смаком. Назва настурція походить від лат. nasus tortus, що означає «крутити в носі», — через ефект, який справляє споживання рослини на слизову оболонку носа.
Листя настурцій використовуються як продукти харчування гусениць деяких лускокрилих, в тому числі метелика Orthonama obstipata.
Один з видів, Nasturtium gambelii, є у федеральному списку зникаючих видів у США.

## Номенклатура
Рід Nasturtium не слід плутати з квітучим однорічником красолею (Tropaeolum), який навіть досвідчені садівники часом називають настурцією. Хоча систематично й не пов'язані, красолі, як і настурції, також мають перцевий смак.

## Список видів
Одна з баз даних називає 316 імен для сімох визнаних видів настурцій:
- Nasturtium africanum
- Nasturtium floridanum
- Nasturtium gambellii
- Nasturtium groenlandicum
- Nasturtium microphyllum
- Nasturtium officinale
- Nasturtium sordidum